# Idiocerus midas
Idiocerus midas är en insektsart som beskrevs av Hamilton 1980. Idiocerus midas ingår i släktet Idiocerus och familjen dvärgstritar. Inga underarter finns listade i Catalogue of Life.